# Stenocercus arndti
Espèce
Stenocercus arndti est une espèce de sauriens de la famille des Tropiduridae.

## Répartition
Cette espèce est endémique de la région de Cajamarca au Pérou. Elle se rencontre dans la province de Chota.

## Étymologie
Cette espèce est nommée en l'honneur de Rudolf G. Arndt.

## Publication originale
- Venegas, Echevarria & Alvarez, 2014 : A new species of spiny-tailed iguanid lizard (Iguania: Stenocercus) from northwestern Peru. Zootaxa, no 3753 (1), p. 47–58.